# بارنت (میزوری)
بارنت (به انگلیسی: Barnett) یک شهر در ایالات متحده آمریکا است که در شهرستان مورگان، میزوری واقع شده‌است. بارنت ۰٫۷۰ کیلومتر مربع مساحت و ۲۰۳ نفر جمعیت دارد و ۲۹۵ متر بالاتر از سطح دریا واقع شده‌است.